# Liste des maires de Poligny (Jura)
Pour les articles homonymes, voir Poligny.
La liste des maires de Poligny présente la liste des maires de la commune française de Poligny, située dans le département du Jura en région Bourgogne-Franche-Comté.

## Liste des maires

### Sous l'Ancien Régime
| Période                                  | Période | Identité                                                     | Étiquette | Qualité                                                         |
| ---------------------------------------- | ------- | ------------------------------------------------------------ | --------- | --------------------------------------------------------------- |
| Les données manquantes sont à compléter. |         |                                                              |           |                                                                 |
| 1766                                     |         | Hugues Joseph ( ✝ 16 janvier 1793 - Poligny), comte d'Astorg |           | Officier au régiment de La Marck Gouverneur et maire de Poligny |

### Entre 1795 et 1944
| Période                                  | Période | Identité              | Étiquette | Qualité                              |
| ---------------------------------------- | ------- | --------------------- | --------- | ------------------------------------ |
| Les données manquantes sont à compléter. |         |                       |           |                                      |
| 1795                                     | 1812    | Claude Antoine Goy    |           |                                      |
| 1812                                     | 1815    | Claude Outhier        |           |                                      |
| 1815                                     | 1816    | Jean-Claude Renault   |           |                                      |
| 1816                                     | 1830    | Jean-Baptiste Duhamel |           |                                      |
| 1830                                     | 1833    | Claude Goy            |           |                                      |
| 1833                                     | 1837    | Claude Poilevey       |           |                                      |
| 1837                                     | 1848    | Pierre Romand         |           |                                      |
| 1848                                     | 1848    | Eustache Chevassu     |           |                                      |
| 1848                                     | 1853    | Lambert Hilare        |           |                                      |
| 1853                                     | 1870    | Eustache Chevassu     |           |                                      |
| 1870                                     | 1871    | François Legerot      |           |                                      |
| 1871                                     | 1875    | Bélisaire Ligier      |           |                                      |
| 1875                                     | 1880    | François Legerot      |           |                                      |
| 1880                                     | 1881    | Lambert Hilare        |           |                                      |
| 1881                                     | 1881    | Jean-Joseph Chapuis   |           |                                      |
| 1881                                     | 1882    | Cyrille Faulque       |           |                                      |
| 1882                                     | 1884    | Henri Clerc           |           |                                      |
| 1884                                     | 1888    | François Legerot      |           |                                      |
| 1888                                     | 1891    | Henri Clerc           |           |                                      |
| 1891                                     | 1892    | Louis Fromond         |           |                                      |
| 1892                                     | 1893    | Fernand Ligier        |           |                                      |
| 1893                                     | 1894    | Louis Pellerin        |           |                                      |
| 1894                                     | 1899    | Henri Clerc           |           |                                      |
| 1899                                     | 1904    | Charles Richard       |           |                                      |
| 1904                                     | 1908    | Léon Dumont           |           |                                      |
| 1908                                     | 1910    | Émile Bolard          |           |                                      |
| 1910                                     | 1910    | Léon Dumont           |           |                                      |
| 1910                                     | 1912    | Léopold Roy           |           |                                      |
| 1912                                     | 1914    | Narcisse Brenot       |           |                                      |
| 1914                                     | 1934    | Hyacinthe Friant      |           |                                      |
| 1934                                     | 1938    | Adolphe Robert        |           |                                      |
| 1938                                     | 1941    | Gustave Defert        |           |                                      |
| 1941                                     | 1942    | Maurice Tournier      |           | Révoqué par le Gouvernement de Vichy |
| 1942                                     | 1944    | Émile Dupuis          |           |                                      |

### Depuis 1944
| Période      | Période       | Identité           | Étiquette    | Qualité |
| ------------ | ------------- | ------------------ | ------------ | --- |
| 1944         | 1946          | Georges Boisson    |              | |
| 1946         | 1947          | Claude Faussurier  |              | |
| 1947         | mars 1965     | Georges Curasson   |              | Docteur vétérinaire retraité                                                                                   |
| mars 1965    | mars 1977     | Jacques Pothier    |              | |
| mars 1977    | mars 1983     | Noël Bourgeois-Pin |              | |
| mars 1983    | décembre 1993 | Pierre Tinguely    | UDF-CDS      | Ingénieur |
| février 1994 | mars 2001     | Jean-Claude Collin | PCF          | Ingénieur agronome                                                                                             |
| mars 2001    | mars 2008     | Yves-Marie Lehmann | RPR puis UMP | Avocat Conseiller régional de Franche-Comté (1986 → 2010) 1er vice-président du conseil régional (1989 → 2004) |
| mars 2008    | En cours      | Dominique Bonnet   | UMP-LR       | Professeur Président de la CC Arbois, Poligny, Salins, Cœur du Jura                                            |